# Aedes varipalpus
Aedes varipalpus är en tvåvingeart som först beskrevs av Daniel William Coquillett 1902.  Aedes varipalpus ingår i släktet Aedes och familjen stickmyggor. Inga underarter finns listade i Catalogue of Life.